# Каммингс, Дэвид
Дэвид Каммингс (англ. David Cummings; род. 24 января 1962) — канадский шахматист, международный мастер (1984).
В составе сборной Уэльса участник 32-й олимпиады в г. Ереване (1996) и 11-го командного чемпионата Европы в г. Пуле (1997).
В составе сборной Канады участник 34-й олимпиады в г. Стамбуле (2000).
В составе различных команд участник 2-х Кубков европейских клубов (1995—1996).
Многократный участник соревнований в Шахматной лиге четырёх наций в составе клубов «Slough Chess Club» (1995—1995; выиграл «серебро» в команде в сезоне 1994/1995) и «South Wales Dragons» (1996—1998, 2015).

## Изменения рейтинга
| Графики недоступны из-за технических проблем. См. информацию на Фабрикаторе и на mediawiki.org. |